# Der Mann ohne Furcht (1932)
Der Mann ohne Furcht ist ein US-amerikanischer Western aus dem Jahr 1932 von Arthur Rosson mit Tom Mix in der Hauptrolle. Der Film wurde von Universal Pictures produziert und in den Verleih gebracht.

## Handlung
Die drei Räuber Doc Griffin, Big Ben Cooper und Spike Webber rauben die Cattleman’s Trust and Savings Bank aus. Sie entkommen in einem Auto, werden aber gefasst, nachdem sie die Beute im Wald vergraben haben. Nora Lane, die eine Pferderanch besitzt, geht pleite, weil ihr ganzes Geld bei dem Raub verloren ging. Ihre Rancharbeiter versprechen, trotz des fehlenden Lohns zu ihr zu halten, aber ihr Vorarbeiter Tom Marley ist entschlossen, die Ranch zu retten, indem er als Preisboxer Geld verdient.
Tom wird ein erfolgreicher Boxer und wird vom Polizeichef angesprochen, der ihn bittet, verdeckt zu ermitteln, um das gestohlene Geld zu finden. Als Teil des Plans wird Tom mit den Räubern eingesperrt. Er kann jedoch ihr Vertrauen nicht gewinnen und ist gezwungen, seine Tarnung aufrechtzuerhalten, als sie mit ihm aus dem Gefängnis fliehen. Die Polizei und Nora verlieren daraufhin das Vertrauen in Tom, da sie glauben, dass er korrupt geworden ist. Als Tom Pferde von der Ranch holt, nimmt Doc Nora als Geisel. Sie machen sich auf den Weg in den Wald, um die Beute zu holen. Doc löst versehentlich einen Waldbrand aus und schießt sowohl auf Spike als auch auf Ben, um die Beute für sich zu behalten. Nora kann mit Toms Pferd „Tony, Jr.“ entkommen. In der Zwischenzeit bahnt sich Tom seinen Weg durch die brennenden Bäume, schlägt Doc nieder und versteckt das Geld sicher. Er rettet Spike, nachdem Ben gestorben ist. Tom spricht sich mit Nora aus und macht ihr einen Heiratsantrag, dann reitet er los, um das Geld zur Bank zurückzubringen und seinen Namen reinzuwaschen.

## Hintergrund
Gedreht wurde der Film vom 15. August bis zum 1. September 1932.
Aus Werbeunterlagen geht hervor, dass im Film Szenen eines tatsächlichen Waldbrandes verwendet wurden, da die Crew vor Ort auf das Feuer stieß.
Da sich Tony, das berühmte Pferd von Tom Mix, bei den Dreharbeiten am Sprunggelenk verletzte, wurde es von seinem Sohn Tony jr. ersetzt.

## Veröffentlichung
Die Premiere des Films fand am 3. November 1932 statt. 1933 kam er im Deutschen Reich in die Kinos.

## Kritiken
In der Variety wurde gelobt, dass die Geschichte abseits der üblichen schablonenhaften Pfade funktioniere. Sie sei actionreich und schnell. Kamera, Ton und Regie seien auf gutem Niveau.